# Бусаево
Бусаево — село в Клепиковском районе Рязанской области России. Административный центр Бусаевского сельского поселения. До упразднения уездно-губернского деления село являлось волостным центром Верейской волости Рязанского уезда.

## География
Село находится в северной части Рязанской области, в зоне хвойно-широколиственных лесов, в пределах Мещёрской низменности, на расстоянии примерно 16 километров (по прямой) от к юго-востоку от центра города Спас-Клепики, административного центра района. Ближайшие населённые пункты — деревня Корякино к северу, деревня Федино к востоку, деревня Аничково к югу и село Малахово к западу. Рядом находится озеро Пьявица, но местные жители называют озеро Бусаевским.

### Климат
Климат характеризуется как умеренно континентальный, с тёплым летом и умеренно холодной снежной зимой. Средняя температура воздуха самого холодного месяца (января) — −11,5 °C (абсолютный минимум — −42 °C); самого тёплого месяца (июля) — 19 °C. Безморозный период длится около 140 дней. Среднегодовое количество осадков — 500 мм, из которых большая часть выпадает в тёплый период. Снежный покров держится в течение 135—145 дней.

## История
Село впервые упоминается в XVIII в. В 1846 году в селе построена деревянная Казанская церковь с приделом в честь святой Анны пророчицы. Для служения в зимнее время была устроена теплая церковь в честь мученицы Параскевы.

## Население
| 1859 | 1897  | 1906  | 2010 |
| ---- | ----- | ----- | ---- |
| 772  | ↗1113 | ↗1413 | ↘345 |

### Историческая численность населения
В 1905 году — 1413 жителей.

## Инфраструктура
Личное подсобное хозяйство с зоной сельскохозяйственного использования, индивидуальная застройка усадебного типа. В 1905 году 214 дворов.
Основа экономики — сельское хозяйство.
В селе Бусаево имеется одноимённое сельское отделение почтовой связи (индекс 391003).

## Достопримечательности, памятные места
В селе есть действующая церковь Казанской иконы Божией Матери, построенная в 1846 г. Приход относится к Клепиковскому благочинию Касимовской епархии.

## Транспорт
Село связано асфальтированной дорогой с трассой Р105. Имеется регулярное автобусное сообщение с посёлком Тума.